# Katrin Wagner
Katrin Wagner (Brandeburgo sulla Havel, 13 ottobre 1977) è una canoista tedesca.
Ha vinto due titoli olimpici a Sydney 2000 e un altro ad Atene 2004. Inoltre nel suo palmarès sono presenti numerosi podi mondiali.

## Palmarès
- Olimpiadi

Sydney 2000: oro nel K2 500 m e K4 500 m.
Atene 2004: oro nel K4 500 m.
Pechino 2008: oro nel K4 500 m e bronzo nel K1 500 m.
Londra 2012: argento nel K4 500 m.
- Mondiali

1997 - Dartmouth: oro nel K4 200 m e K4 500 m.
1999 - Milano: argento nel K2 1000 m e K4 500 m.
2001 - Poznań: argento nel K1 1000 m e K4 500 m.
2002 - Siviglia: argento nel K1 1000 m, K2 500 m e K4 500 m, bronzo nel K4 200 m.
2003 - Gainesville: argento nel K1 1000 m.
2005 - Zagabria: oro nel K1 1000 m, K4 200 m e K4 500 m.
2006 - Seghedino: argento nel K1 1000 m, K2 200 m e K4 500 m.
2007 - Duisburg: oro nel K4 200 m e K4 500 m, bronzo nel K1 500 m.
2009 - Dartmouth: oro nella staffetta K1 4x200 m e nel K4 200 m, argento nel K1 500 m e nel K4 500 m.
2010 - Poznań: oro nella staffetta K1 4x200 m e argento nel K4 500 m.
2013 - Duisburg: argento nel K1 500 m e K4 500 m.
- Europei

Poznań 2000: oro nel K4 500m, argento nel K1 500m e nel K4 200m.
Milano 2001: argento nel K4 500m, bronzo nel K1 200m, K1 500m e K1 1000m.
Seghedino 2002: bronzo nel K1 1000m.
Poznań 2005: oro nel K1 1000m, K4 200m e K4 500m.
Račice 2006: argento nel K1 1000m, K2 200m e K2 500m.
Pontevedra 2007: oro nel K1 500m, K4 200m e K4 500m.
Milano 2008: oro nel K4 500m e argento nel K1 500m.
Brandeburgo 2009: oro nel K4 500m e nella staffetta K1 4x200m, argento nel K1 500m e K4 200m.
Trasona 2010: oro nel K4 500m e argento nel K1 500m.